# Cymatopus bredini
Cymatopus bredini är en tvåvingeart som beskrevs av Robinson 1975. Cymatopus bredini ingår i släktet Cymatopus och familjen styltflugor.
Artens utbredningsområde är Dominica. Inga underarter finns listade i Catalogue of Life.